# Paolo Maldini
Paolo Cesare Maldini (Milano, 26 giugno 1968) è un dirigente sportivo ed ex calciatore italiano, di ruolo difensore. È stato vicecampione del mondo nel 1994 e vicecampione d'Europa nel 2000 con la nazionale italiana.
Giocatore di caratura mondiale, è considerato uno dei migliori giocatori della storia del calcio, nonché tra i migliori difensori di sempre. Nel corso della sua carriera, durata venticinque anni, ha vestito soltanto la maglia del Milan, del quale è assurto a ruolo di «bandiera» e con cui ha vinto 26 trofei, risultato che ne fa il giocatore più titolato nella storia del club: 7 scudetti, 1 Coppa Italia, 5 Supercoppe italiane, 5 Coppe dei Campioni/UEFA Champions League (con il record di 8 finali giocate, condiviso con Francisco Gento, e l’unico a vincere tale premio in 3 decenni differenti), 5 Supercoppe UEFA (record condiviso con Toni Kroos, Luka Modrić e Daniel Carvajal), 2 Coppe Intercontinentali e 1 Coppa del mondo per club FIFA. Insieme ai compagni di reparto Mauro Tassotti, Franco Baresi e Alessandro Costacurta, ha composto una delle migliori linee difensive della storia del calcio, consentendo al Milan di stabilire il record assoluto di partite consecutive senza sconfitta (58) nei cinque principali campionati europei (dal 26 maggio 1991 al 14 marzo 1993; 1 anno, 9 mesi e 16 giorni).
Dal 1988 al 2002 ha militato nella nazionale italiana, della quale è stato capitano per otto anni, prendendo parte a quattro campionati mondiali (Italia 1990, Stati Uniti 1994, Francia 1998, Corea del Sud-Giappone 2002) e tre campionati d'Europa (Germania Ovest 1988, Inghilterra 1996, Belgio-Paesi Bassi 2000). Con la maglia azzurra ha detenuto i record di presenze totali (126) e da capitano (74), poi battuti da Fabio Cannavaro rispettivamente nel 2009 e nel 2010.
Dal 2005 al 2020 è stato il calciatore con più presenze nella storia della Serie A (647), prima di essere scavalcato da Gianluigi Buffon, ed è quarto (primo tra gli italiani) per numero di presenze nelle competizioni UEFA per club (174), dietro a Cristiano Ronaldo (197), Pepe Reina (190) e Iker Casillas (188).. Inoltre è il giocatore con più presenze con la maglia del Milan (902), risultando essere il secondo giocatore con più presenze nello stesso club nella storia del calcio dopo Ryan Giggs (963).
Terzo classificato nella corsa al Pallone d'oro nel 1994 e nel 2003, è il terzo calciatore nella storia, insieme a Karim Benzema, per numero di candidature al Pallone d’oro (13), dietro solo a Lionel Messi (16) e Cristiano Ronaldo (18), e l’unico della top 5 per candidature a non essersi mai aggiudicato il premio (essendoci al quarto e al quinto posto Johan Cruijff e Franz Beckenbauer a quota 12 candidature).
Nel 2002 è stato incluso nel FIFA World Cup Dream Team, selezione formata dai migliori undici giocatori della storia del campionato mondiale di calcio, e nel 2004 nella FIFA 100, la lista dei 125 migliori calciatori redatta in occasione del centenario della FIFA; è stato inserito nella formazione ideale di ognuno dei tre campionati d'Europa disputati, oltre che nella "squadra ideale del decennio" dal Sun nel 2009, nella Hall of Fame del calcio italiano nel 2012 e nel miglior undici di tutti i tempi da World Soccer nel 2013. Nel 2020 viene inserito nel Dream Team del Pallone d'oro come miglior terzino sinistro della storia del calcio. Rientra inoltre nella ristretta cerchia dei calciatori con almeno 1000 presenze in carriera (1041, al 26º posto) ed è l'unico italiano insieme a Gianluigi Buffon (al 5º posto) a farne parte.

## Biografia
Paolo Maldini è nato il 26 giugno 1968 a Milano, quarto dei sei figli dell'allenatore ed ex difensore nonché bandiera del Milan Cesare Maldini (1932-2016) e di sua moglie Marialuisa Mazzucchelli (1935-2016); ha tre sorelle maggiori e due fratelli minori. È sposato dal 14 dicembre 1994 con l'ex modella italo-venezuelana Adriana Fossa; la cerimonia nuziale si è svolta a Villa Borromeo (Cassano d'Adda). La coppia ha due figli, Christian (nato il 14 giugno 1996) e Daniel (nato l'11 ottobre 2001), entrambi calciatori e cresciuti nelle giovanili del Milan. Il 6 gennaio 2021 la sesta partita di Daniel coincide con la millesima gara disputata in Serie A con il Milan dai membri della famiglia Maldini, aggiungendosi alle 347 di Cesare ed alle 647 di Paolo.
Negli anni 2000 è stato fondatore e comproprietario, insieme all'amico e collega Christian Vieri, della marca di abbigliamento Sweet Years.
Il 20 maggio 2015, in collaborazione con Riccardo Silva, ha fondato la società calcistica del Miami FC, primo club calcistico professionista della città della Florida, che ha debuttato nella NASL nel 2016.

## Caratteristiche tecniche
Difensore molto duttile e in grado di calciare con entrambi i piedi, Maldini ha ricoperto principalmente il ruolo di terzino sinistro (nonostante fosse un destro naturale) e poi di difensore centrale; in carriera è stato utilizzato anche da terzino destro. Talento precoce e longevo, era abile nei tackle e nel gioco aereo, nonché dotato di grande velocità e prestanza fisica. Tecnico, corretto e carismatico, possedeva inoltre un ottimo senso della posizione e dell'anticipo ed era estremamente efficace anche in fase offensiva.

## Carriera

### Giocatore
(L'Équipe nel 2007)

#### Club

##### Gli esordi e l'approdo al professionismo (1978-1987)

Maldini all'esordio nel Milan e in Serie A, il 20 gennaio 1985 contro l' al Friuli

Paolo Maldini ha legato la sua intera carriera al Milan, squadra della sua città natale, in cui ha militato dal suo provino del settembre 1978 fino al 2009, seguendo quindi le orme del padre Cesare nel diventare un elemento simbolo della squadra rossonera.
Il 20 gennaio 1985, all'età di 16 anni, viene convocato per la prima volta in prima squadra dall'allenatore Nils Liedholm, nella trasferta in casa dell'Udinese, per l'assenza di Mauro Tassotti. Maldini, con la maglia numero 14, viene collocato in panchina senza avere l'aspettativa di esordire; invece, a causa dell'infortunio di Sergio Battistini, nella ripresa Liedholm decide di farlo entrare in campo. Maldini gioca come terzino destro, suo ruolo naturale, disputando una buona gara e contribuendo al pareggio rossonero. Liedholm, a fine partita, dichiara: «Paolo ha un grande avvenire».

Maldini in marcatura sull'interista Alessandro Altobelli in un derby di Milano nella stagione 1985-1986

All'inizio della stagione successiva Maldini è già una promessa del calcio italiano e diventa titolare del Milan di Liedholm, «un allenatore perfetto per un ragazzo di 16 anni che si porta dietro un cognome importante». A partire da questa stagione viene schierato come terzino sinistro, ruolo con cui può sfruttare al meglio le sue doti atletiche.
Si conferma anche nella stagione 1986-1987 nella quale il 4 gennaio 1987, a 18 anni, realizza il primo dei suoi 29 gol in Serie A, in Como-Milan (0-1).

##### L'era Sacchi (1987-1991)
Il palmarès di Maldini inizia ad arricchirsi con l'avvento di Arrigo Sacchi sulla panchina rossonera. Nell'annata 1987-1988 il Milan vince lo scudetto sopravanzando il Napoli di Diego Armando Maradona, mentre l'anno successivo si impone in Europa, aggiudicandosi, il 24 maggio 1989, la Coppa dei Campioni contro la Steaua Bucarest al Camp Nou di Barcellona. Sono questi due i primi successi della compagine di Sacchi, che nel 2007 verrà inserita al quarto posto nella classifica delle squadre più forti di tutti i tempi dalla rivista World Soccer. Maldini, titolare inamovibile di quella compagine, è il più giovane all'interno della linea difensiva che forma insieme a Franco Baresi, Mauro Tassotti, Filippo Galli e Alessandro Costacurta.
Nel 1989 il Milan vince la prima edizione della Supercoppa italiana, poi, in virtù della vittoria in Coppa dei Campioni, inizia la stagione 1989-1990 partecipando alla Supercoppa UEFA e alla Coppa Intercontinentale, entrambe vinte dai rossoneri. Infine, nel 1990, il Milan si aggiudica nuovamente la Coppa dei Campioni, per la seconda volta consecutiva, battendo in finale il Benfica al Prater di Vienna, e a questo evento seguono ancora i trionfi in Supercoppa UEFA e Coppa Intercontinentale; con quest'ultimo successo la squadra rossonera diventa la prima nella storia capace di conseguire una tripletta di coppe internazionali per due anni di fila. Nel marzo 1991 il Milan, durante la sfida dei quarti di finale di Coppa dei Campioni contro l'Olympique Marsiglia, per volere dell'amministratore delegato Adriano Galliani, rifiuta di continuare la gara dopo il momentaneo spegnimento, a causa di un black out, dei riflettori del Vélodrome; tale gesto costa ai rossoneri la sconfitta a tavolino per 3-0 e la squalifica per un anno dalle competizioni europee. Finisce così l'era degli Immortali di Arrigo Sacchi, sostituito al termine della stagione da Fabio Capello, già vice di Liedholm e allenatore dei rossoneri dopo l'esonero di quest'ultimo nell'aprile del 1987.

##### L'era Capello (1991-1996)

Franco Baresi e Maldini con la Supercoppa italiana 1992 appena vinta dal ; nel 1997 Maldini erediterà proprio da Baresi il ruolo di capitano dei rossoneri

Dopo l'addio di Sacchi, viene nominato suo successore Fabio Capello – già allenatore di Maldini nelle giovanili del Milan –, con cui inizia un nuovo ciclo di vittorie, sia in campo nazionale che in campo internazionale. Nella stagione 1991-1992 contribuisce alla vittoria dello scudetto, il secondo personale per il difensore milanista.
La stagione seguente si apre con la vittoria della Supercoppa italiana contro il Parma per 2-1. Il 21 ottobre 1992, nella gara di andata del turno preliminare di Champions League contro lo Slovan Bratislava, Maldini realizza il suo primo gol nelle coppe europee che sancisce la vittoria dei rossoneri. Contribuisce alla vittoria del secondo scudetto consecutivo per il club milanese, e al raggiungimento della finale di Champions League, dove il Milan viene battuto dai francesi dell'Olympique Marsiglia per 1-0 all'Olympiastadion di Monaco di Baviera.
All'inizio della stagione 1993-1994 vince nuovamente la Supercoppa italiana, stavolta contro i granata del Torino per 1-0. A causa della squalifica inflitta al Marsiglia, i rossoneri partecipano alla Coppa Intercontinentale e alla Supercoppa UEFA, dove vengono però sconfitti, rispettivamente, da San Paolo e Parma. A fine stagione vince il terzo scudetto consecutivo e raggiunge la seconda finale consecutiva di Champions League; ad Atene, il 18 maggio 1994, conquista la sua terza Champions League, battendo gli spagnoli del Barcellona per 4-0. Maldini, per via delle assenze di Franco Baresi e Alessandro Costacurta, è schierato come difensore centrale accanto a Filippo Galli, disputando una partita di alto livello di rendimento. Alla fine dell'anno solare, Maldini si classifica terzo nella graduatoria del Pallone d'oro e viene nominato Calciatore dell'anno dalla rivista World Soccer. 

Maldini in scivolata sul sampdoriano Roberto Mancini nella sfida di campionato del 7 gennaio 1996

La stagione successiva vince la sua quarta Supercoppa italiana contro la Sampdoria (vittoria per 4-3 ai calci di rigore) e la terza Supercoppa UEFA contro gli inglesi del Arsenal (0-0 all'andata e 2-0 al ritorno), ma viene nuovamente sconfitto in Coppa Intercontinentale dagli argentini del Vélez Sársfield. Il 20 novembre 1994, nella partita contro l'Inter, segna il suo primo gol nel Derby della Madonnina mentre, nel febbraio seguente, nella gara contro la Lazio riceve la sua prima espulsione in carriera. A fine anno non riesce a confermarsi in campionato, ma raggiunge la sua terza finale consecutiva (la quinta in sette anni) di Champions League dove i rossoneri vengono battuti dagli olandesi dell'Ajax per 1-0, con gol di Patrick Kluivert, futuro giocatore rossonero.
Nella stagione 1995-1996, l'ultima con Fabio Capello in panchina, Maldini conquista il suo quinto scudetto (il quarto in cinque anni) con la vittoria a San Siro contro la Fiorentina per 3-1. A fine anno Capello lascia la panchina dei rossoneri, chiudendo l'epoca degli Invincibili.

##### Gli anni di transizione e il primo scudetto da capitano (1996-2001)
Seguono anni difficili sia per i rossoneri sia per lo stesso Maldini. Oscar Tabarez viene scelto come successore di Capello sulla panchina del Milan, ma per i rossoneri la stagione si rivela fallimentare; nonostante l'avvicendamento tecnico tra Tabarez e Arrigo Sacchi– che torna sulla panchina rossonera a sei anni di distanza – il Diavolo si classifica al 11º posto in campionato.
Per la stagione 1997-1998, viene richiamato Fabio Capello e Maldini, dopo l'addio al calcio giocato di Franco Baresi, diviene il capitano della formazione rossonera, come era già avvenuto precedentemente nella nazionale italiana: «Il mio sarà un impegno di grande responsabilità, soprattutto quest'anno perché ci sono tanti giocatori nuovi. Sono comunque felice, ho avuto un grande maestro per 10 anni. Spero di avere preso da Franco qualcuna delle sue doti». Tuttavia anche questa si rivela un'annata fallimentare per il Milan, che si classifica al 10º posto in campionato e viene sconfitto in finale di Coppa Italia dalla Lazio.
L'anno seguente Fabio Capello viene sostituito da Alberto Zaccheroni. Con l'allenatore friuliano in panchina Maldini torna a vincere lo scudetto, il primo da capitano, a tre anni di distanza dall'ultimo trionfo e in seguito a una rimonta nei confronti della Lazio di Sven-Göran Eriksson, che viene superata dai rossoneri in classifica per un solo punto. Dopo quest'annata, il Milan non riuscirà a centrare alcun risultato di rilievo; infatti seguiranno due stagioni concluse, rispettivamente, al 3º e 6º posto. Nel marzo del 2001 Zaccheroni viene esonerato e al suo posto viene chiamato Cesare Maldini in coppia con Mauro Tassotti, che torna ad allenare il figlio Paolo tre anni dopo l'esperienza in nazionale.

##### L'era Ancelotti (2001-2009)

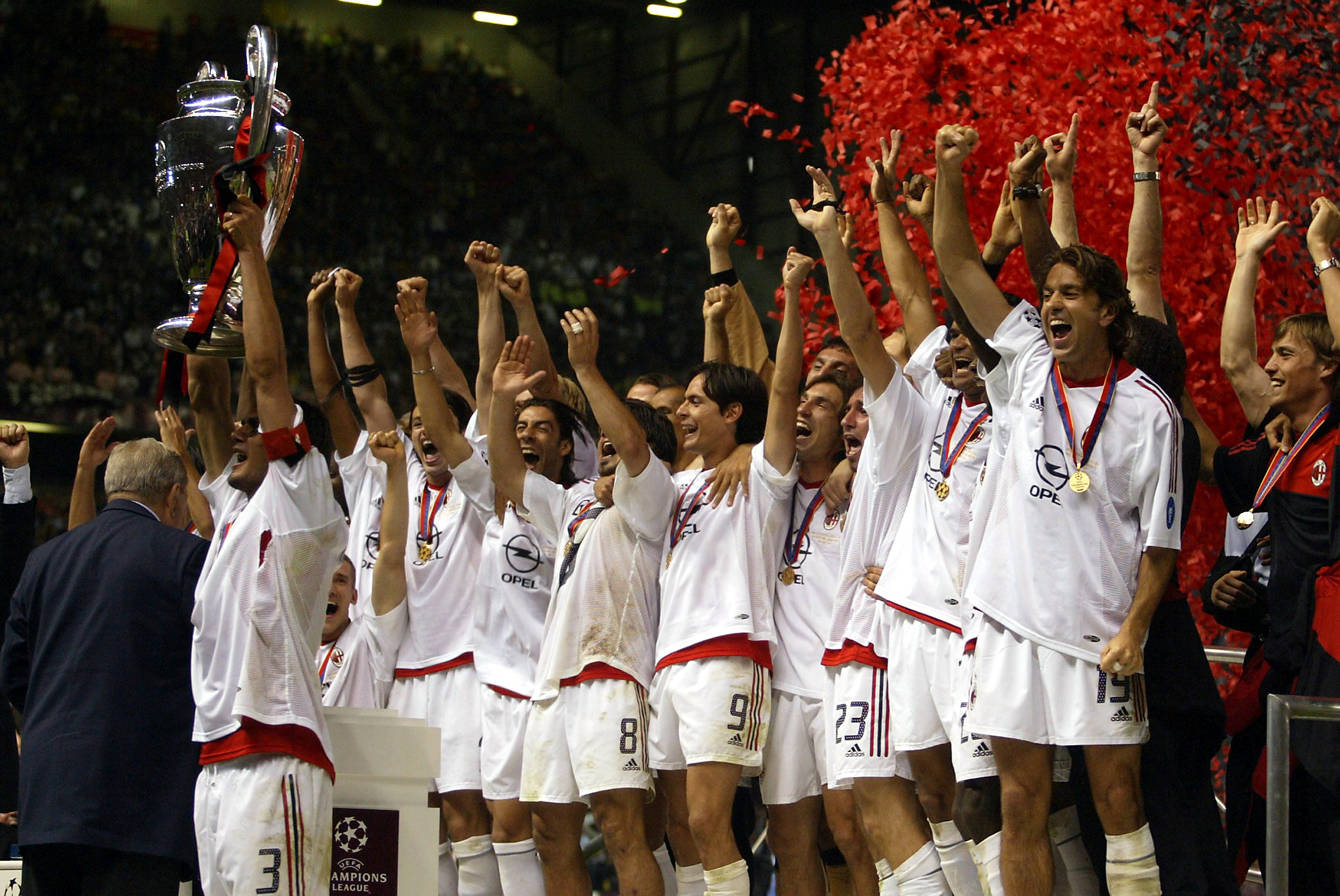
Maldini alza il trofeo della UEFA Champions League 2002-2003 vinta dai rossoneri in finale contro i rivali della all'Old Trafford

Gli anni 2000 segnano una svolta per la carriera di Maldini e per tutto il Milan, soprattutto grazie agli arrivi dell'allenatore Carlo Ancelotti e del difensore Alessandro Nesta dalla Lazio. Con Nesta, Maldini forma una coppia difensiva ben assortita, che per anni difende la porta rossonera assieme all'estremo difensore Dida. 
Alla 28ª giornata del campionato 2002-2003, nel derby Inter-Milan, Maldini viene sostituito per una frattura al setto nasale dopo la gomitata involontaria di Christian Vieri. Nelle partite successive al derby, Maldini indossa per circa un mese una maschera facciale protettiva. Il 28 maggio 2003, all'Old Trafford di Manchester, solleva la UEFA Champions League ai tiri di rigore, in una finale tutta italiana contro la Juventus, a 40 anni e 6 giorni esatti di distanza dal giorno in cui proprio suo padre Cesare Maldini si laurea campione d'Europa, anch'egli come capitano del Milan e anch'egli in Inghilterra (a Londra). A questo alloro segue la vittoria della Coppa Italia, ottenuta battendo in finale la Roma. 
Nella stagione 2003-2004 il Milan vince il suo 17º scudetto e la Supercoppa Europea ai danni del Porto di José Mourinho, e nell'aprile 2004 Maldini risulta 10º nell'UEFA Golden Jubilee Poll, un sondaggio online condotto dalla UEFA per celebrare i migliori calciatori d'Europa dei cinquant'anni precedenti; il difensore rossonero risulta il secondo calciatore italiano nella graduatoria dopo Dino Zoff.
L'annata 2004-2005 vede il Milan vincitore in Supercoppa italiana e finalista in UEFA Champions League contro il Liverpool. Al 1' di gioco della finale di Champions, disputata allo stadio olimpico Atatürk di Istanbul, è proprio Maldini ad aprire le marcature della partita, realizzando il gol più veloce in un atto conclusivo di Champions League e diventando il marcatore più anziano ad aver segnato nella finale di questa competizione. Prima dell'intervallo, il Milan si porta sul 3-0 grazie alla doppietta di Hernán Crespo, ma nel secondo tempo il Liverpool raggiunge i rossoneri sul 3-3 in soli sei minuti di gioco e vince poi la gara ai rigori, dopo che i tempi supplementari si chiudono senza ulteriori reti.
Il 25 settembre 2005 Maldini supera il primato di Dino Zoff, giocando per la 571ª volta in campionato: la settimana seguente segna, contro la Reggina in Serie A, l'unica doppietta della propria carriera.
Nella stagione 2006-2007 il Milan si classifica quarto in campionato e raggiunge ancora una volta la finale di UEFA Champions League. Il 23 maggio, ancora opposti al Liverpool, i rossoneri vincono per 2-1 allo Stadio olimpico di Atene, riscattando la sconfitta di due anni prima; il capitano Maldini solleva nuovamente, a quattro anni di distanza, la Champions League, la quinta vinta in carriera, la settima per il club meneghino; All'età di 38 anni e 331 giorni Maldini diviene il secondo calciatore ad aver disputato 8 finali della Coppa dei Campioni/UEFA Champions League dopo Francisco Gento, oltre che il vincitore più vecchio della competizione. In precedenza, in occasione di Catania-Milan del 13 maggio 2007 (1-1), Maldini tocca la storica soglia delle 600 partite in Serie A.
Maldini non ha mai legato con i tifosi organizzati della Sud di San Siro. Il capitano rossonero si è sempre rifiutato di partecipare alle riunioni e di presentarsi alle feste degli ultras, e ha sempre criticato gli atteggiamenti violenti della curva. L'inizio di questi dissidi coincide con il giorno successivo alla sconfitta di Istanbul contro il Liverpool: Maldini sembrerebbe essersi rifiutato di rispondere adeguatamente alle domande degli ultras sul perché di quella sconfitta e, secondo alcune fonti, avrebbe chiamato «poveri pezzenti» un gruppo di tifosi che lo contestavano. A questo episodio segue il dito davanti alla bocca dopo l'eliminazione dalla Coppa UEFA per mano del Werder Brema nel 2009 in risposta ai fischi della tifoseria.
I dissidi tra Maldini e gli ultras sono poi culminati nella partita d'addio al calcio del capitano rossonero. In questa occasione, un gruppo di tifosi ha contestato Maldini con due striscioni e invocato con coro il nome di Franco Baresi. Dopo quella protesta, Maldini commentò così: «Non è stato un momento facile ed è stato tra l'altro inaspettato. C'erano settantamila spettatori quel giorno, ma ricordiamo solo quella piccola frangia di tifosi. Sono una persona pensante, ho detto le cose come stavano. Con il tempo ho capito che quello è stato un successo perché ha marcato una linea ancora più grossa tra me e quel tipo di calcio, non penso che quello sia il futuro dello sport».
Ad agosto Maldini vince la Supercoppa UEFA, la quinta personale, nella finale vinta in rimonta contro il Siviglia (3-1). Il 16 dicembre 2007, aggiudicandosi la Coppa del mondo per club dopo che il Milan batte in finale il Boca Juniors, mette in bacheca il 26º e ultimo trofeo della propria carriera, il 13º in ambito internazionale. È stato, inoltre, il primo capitano di una compagine europea ad alzare questo trofeo. Il 16 febbraio 2008, nella gara contro il Parma al Tardini, entrando in campo a partita iniziata al posto di Marek Jankulovski, raggiunge, primo italiano a riuscirci, il traguardo delle 1 000 partite da professionista, di cui 861 con il Milan, 12 con l'Under-21, una con l'Olimpica e 126 con la nazionale maggiore. Gioca la sua ultima partita in UEFA Champions League il 4 marzo 2008 a San Siro contro l'Arsenal, nella sconfitta interna per 2-0 che sancisce l'eliminazione del Milan agli ottavi di finale. Il 30 marzo 2008 realizza il suo ultimo gol con la maglia rossonera, nella sconfitta a San Siro contro l'Atalanta (1-2).

##### Il ritiro
La stagione 2008-2009, iniziata all'età di 40 anni, è la sua ultima stagione da professionista. In questa annata ritrova una buona condizione fisica, che gli permette di ottenere ben 30 presenze in campionato, mentre nelle ultime stagioni alcuni infortuni ne avevano minato la continuità.
Il 16 maggio 2009 disputa la 900ª partita ufficiale con la maglia del Milan, scendendo in campo contro l'Udinese al Friuli, lo stesso stadio dove nel 1985 ha esordito in Serie A e, nel 2005, festeggia i 20 anni da calciatore professionista.

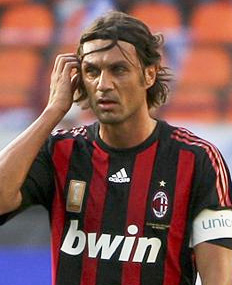
Maldini con al braccio la fascia di capitano del nel 2008

Il 24 maggio 2009 gioca per l'ultima volta a San Siro, nella partita persa per 3-2 contro la Roma. La cerimonia di congedo si svolge con la consegna ai tifosi di album di figurine e di una sciarpa commemorativa. Inoltre la squadra rossonera indossa per l'occasione la nuova divisa 2009-2010 con una patch commemorativa, che raffigura il volto di Maldini e la frase "Tre Solo per Te".
Durante il giro di campo finale (pur nel contesto di uno stadio con quasi 70 000 spettatori che si alzano in piedi ad applaudirlo, compresi i tifosi ospiti della Roma), il difensore è contestato da un settore di tifosi organizzati della Curva Sud: questi intonano cori a favore dell'ex capitano Baresi ed espongono alcuni striscioni polemici verso Maldini, in relazione ad alcune considerazioni del capitano milanista sul tifo organizzato, rovinando così in parte il suo commiato a San Siro da calciatore. Secondo Carlo Ancelotti, però, la contestazione è solo una goccia d'acqua in un oceano pieno d'affetto. Il 31 maggio 2009, a Firenze, disputa la sua ultima partita, Fiorentina-Milan (0-2), chiudendo con 902 presenze in gare ufficiali la lunga carriera con il Milan.
Dopo il suo ritiro dall'attività agonistica il Milan ha deciso di ritirare la maglia numero 3, per anni indossata da Maldini, come già accaduto per la maglia numero 6 di Franco Baresi; le uniche persone che potrebbero ancora avere assegnata tale maglia sono i suoi figli Christian e Daniel. Nel 2020 Daniel Maldini ha effettivamente esordito nella prima squadra rossonera, indossando però la maglia numero 98.
Il 28 agosto 2009, a Monte Carlo, Paolo Maldini viene premiato dalla UEFA nel corso dei sorteggi per la fase a gironi della UEFA Champions League 2009-2010. Il riconoscimento alla carriera viene consegnato a Maldini dall'allora presidente della UEFA Michel Platini, che chiede al pubblico di alzarsi in piedi in onore della gloriosa carriera dell'ex rossonero. Il 17 novembre 2009 il quotidiano spagnolo Marca insignisce Maldini del premio Marca Leyenda per "l'ineguagliabile carriera e il palmarès dell'ex giocatore del Milan". A Maldini succede come capitano della formazione rossonera Massimo Ambrosini.

#### Nazionale

Maldini con la maglia della nazionale Under-21

Nel 1986 viene convocato dal padre Cesare in nazionale Under-21, con la quale gioca per due anni prima della chiamata in nazionale A da parte del commissario tecnico Azeglio Vicini.
Il debutto in nazionale avviene il 31 marzo 1988, all'età di 19 anni, nella partita amichevole Jugoslavia-Italia (1-1) disputata a Spalato. Nello stesso anno, Maldini viene convocato per disputare il campionato d'Europa 1988 e gioca da titolare le quattro partite disputate dagli Azzurri, sconfitti in semifinale dall'Unione Sovietica. Diventato ormai un perno della formazione azzurra, viene convocato per il campionato del mondo 1990, giocato in casa e terminato al terzo posto. Il giovane difensore viene impiegato da titolare in tutte le partite disputate dall'Italia, che vede sfumare i sogni di gloria in semifinale, nella sfida persa ai rigori contro l'Argentina.

Maldini (a destra) impegnato contro Paul Caligiuri durante - al

Fallita la qualificazione al campionato d'Europa 1992, Vicini viene sostituito da Arrigo Sacchi, sotto la cui gestione Maldini segna il suo primo gol in nazionale, il 20 gennaio 1993, nell'amichevole di Firenze contro il Messico (2-0); nella stessa gara indossa per la prima volta la fascia da capitano con la maglia azzurra. Convocato sempre da Sacchi per il campionato del mondo 1994, Maldini disputa da titolare tutte le gare giocate dagli azzurri fino alla finale persa ai rigori contro il Brasile; durante il torneo viene impiegato prevalentemente come difensore centrale a causa dell'infortunio di Baresi.
Dopo il ritiro di Franco Baresi dalla nazionale, Maldini divenne il nuovo capitano degli azzurri e due anni dopo partecipò al campionato d'Europa 1996, dove l'Italia venne eliminata al primo turno.
Nel dicembre 1996 Sacchi si dimise dall'incarico di CT e al suo posto venne ingaggiato Cesare Maldini. Sotto la guida del padre, Paolo venne convocato per il campionato del mondo 1998 dove giocò da titolare tutte le partite dell'Italia, che venne sconfitta ai quarti di finale dai padroni di casa della Francia, ancora una volta ai rigori.
Due anni dopo, sotto la guida di Dino Zoff, giocò da titolare tutte le partite del campionato d'Europa 2000, nel quale l'Italia raggiunse la finale contro la Francia: dopo essere passati in vantaggio nel corso del secondo tempo, gli azzurri si fecero raggiungere a pochi secondi dalla fine della gara da Sylvain Wiltord e, nel corso dei tempi supplementari, subirono il golden gol da David Trezeguet che decretò la sconfitta. Nonostante la sconfitta, Maldini venne inserito nella squadra ideale del torneo.

Maldini capitano azzurro nel 2001

Il 7 ottobre 2000, giorno della prima vittoria del CT Giovanni Trapattoni sulla panchina azzurra contro la Romania (3-0), gara valida per le qualificazioni al campionato del mondo 2002, Maldini disputò la sua 113ª presenza in nazionale, superando il record di Zoff.
Due anni dopo partecipò al campionato del mondo 2002, dove giocò tutte le gare dell'Italia che venne eliminata agli ottavi dai padroni di casa della Corea del Sud, in una partita che suscitò parecchie polemiche relative alle decisioni dell'arbitro Byron Moreno: Durante la gara contro i sudcoreani, protrattasi ai tempi supplementari, un suo errore in marcatura permise all'attaccante Ahn Jung-hwan di realizzare di testa il golden goal che eliminò gli Azzurri dalla manifestazione. Al termine del mondiale, risentito per le critiche ricevute, Maldini annunciò il ritiro dalla nazionale, poco prima di compiere 34 anni, nonostante Trapattoni avesse cercato di dissuaderlo.
In vista del campionato d'Europa 2004 declinò nuovamente la convocazione in nazionale.
Con la maglia della nazionale italiana ha disputato 126 partite, di cui 74 come capitano (record al momento del ritiro, superato poi da Fabio Cannavaro), realizzando 7 gol. Al momento del suo ritiro era il giocatore italiano con più presenze nei campionati del mondo con 23 apparizioni (quarta prestazione di sempre) e 2.216 minuti giocati (seconda miglior prestazione di sempre).

### Dirigente
Nel giugno 2009, dopo il suo ritiro dall'attività agonistica, Maldini viene contattato dal Chelsea per entrare a far parte dello staff tecnico della squadra londinese ricoprendo il ruolo di team manager o di vice dell'allenatore Carlo Ancelotti, che ha allenato Maldini a Milano per otto anni. Il 30 giugno 2009, tuttavia, lo stesso Ancelotti rende noto che Maldini ha rifiutato l'offerta.

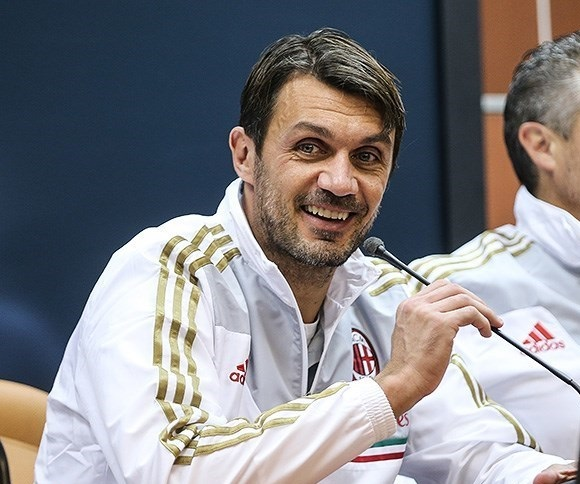
Maldini a Teheran nel 2013

#### Milan
Il 5 agosto 2018, nove anni dopo il suo ritiro da giocatore, fa ritorno al Milan, venendo annunciato come direttore dello sviluppo strategico dell'area sport dalla nuova proprietà del fondo d'investimento statunitense Elliott Management Corporation guidato da Paul Singer. Il 14 giugno 2019 viene nominato direttore dell'area tecnica in sostituzione del dimissionario Leonardo, suo ex compagno da giocatore.
Dopo due stagioni concluse rispettivamente al quinto e al sesto posto, nell'annata 2020-2021 il Milan si qualifica alla Champions League dopo sette anni di assenza. Nella stagione successiva il club rossonero torna a vincere lo scudetto, a undici anni di distanza dalla precedente affermazione: per Maldini si tratta del primo trofeo da dirigente.
La sua posizione viene confermata anche dal fondo d'investimento statunitense RedBird Capital Partners, che nell'estate del 2022 subentra a Elliott. Al termine della stagione, che vede i rossoneri concludere il campionato al quarto posto e raggiungere le semifinali di UEFA Champions League (eliminati nel derby contro l'Inter), emergono tuttavia delle divergenze con la proprietà riguardanti il modello di gestione del club, e il 6 giugno 2023 viene sollevato dall'incarico.

## Statistiche

### Presenze e reti nei club
| Stagione        | Squadra         | Campionato      | Campionato | Campionato | Coppe nazionali | Coppe nazionali | Coppe nazionali | Coppe continentali | Coppe continentali | Coppe continentali | Altre coppe | Altre coppe | Altre coppe | Totale | Totale |
| Stagione        | Squadra         | Comp            | Pres       | Reti       | Comp            | Pres            | Reti            | Comp               | Pres               | Reti               | Comp        | Pres        | Reti        | Pres   | Reti   |
| --------------- | --------------- | --------------- | ---------- | ---------- | --------------- | --------------- | --------------- | ------------------ | ------------------ | ------------------ | ----------- | ----------- | ----------- | ------ | ------ |
| 1984-1985       | Milan           | A               | 1          | 0          | CI              | 0               | 0               | -                  | -                  | -                  | -           | -           | -           | 1      | 0      |
| 1985-1986       | Milan           | A               | 27         | 0          | CI              | 6               | 0               | CU                 | 6                  | 0                  | TE          | 1           | 0           | 40     | 0      |
| 1986-1987       | Milan           | A               | 29+1       | 1+0        | CI              | 7               | 0               | -                  | -                  | -                  | -           | -           | -           | 37     | 1      |
| 1987-1988       | Milan           | A               | 26         | 2          | CI              | 1               | 0               | CU                 | 2                  | 0                  | -           | -           | -           | 29     | 2      |
| 1988-1989       | Milan           | A               | 26         | 0          | CI              | 7               | 0               | CC                 | 7                  | 0                  | SI          | 0           | 0           | 40     | 0      |
| 1989-1990       | Milan           | A               | 30         | 1          | CI              | 6               | 0               | CC                 | 8                  | 0                  | SU+CInt     | 2+1         | 0           | 47     | 1      |
| 1990-1991       | Milan           | A               | 26         | 4          | CI              | 3               | 0               | CC                 | 4                  | 0                  | SU+CInt     | 1+1         | 0           | 35     | 4      |
| 1991-1992       | Milan           | A               | 31         | 3          | CI              | 7               | 1               | -                  | -                  | -                  | -           | -           | -           | 38     | 4      |
| 1992-1993       | Milan           | A               | 31         | 2          | CI              | 8               | 0               | UCL                | 10                 | 1                  | SI          | 1           | 0           | 50     | 3      |
| 1993-1994       | Milan           | A               | 30         | 1          | CI              | 2               | 0               | UCL                | 10                 | 1                  | SI+SU+CInt  | 1+2+1       | 0           | 46     | 2      |
| 1994-1995       | Milan           | A               | 29         | 2          | CI              | 1               | 0               | UCL                | 11                 | 0                  | SI+SU+CInt  | 0+1+1       | 0           | 43     | 2      |
| 1995-1996       | Milan           | A               | 30         | 3          | CI              | 3               | 0               | CU                 | 8                  | 0                  | -           | -           | -           | 41     | 3      |
| 1996-1997       | Milan           | A               | 26         | 1          | CI              | 3               | 0               | UCL                | 6                  | 0                  | SI          | 1           | 0           | 36     | 1      |
| 1997-1998       | Milan           | A               | 30         | 0          | CI              | 7               | 0               | -                  | -                  | -                  | -           | -           | -           | 37     | 0      |
| 1998-1999       | Milan           | A               | 31         | 1          | CI              | 2               | 0               | -                  | -                  | -                  | -           | -           | -           | 33     | 1      |
| 1999-2000       | Milan           | A               | 27         | 1          | CI              | 4               | 0               | UCL                | 6                  | 0                  | SI          | 1           | 0           | 38     | 1      |
| 2000-2001       | Milan           | A               | 31         | 1          | CI              | 4               | 0               | UCL                | 14                 | 0                  | -           | -           | -           | 49     | 1      |
| 2001-2002       | Milan           | A               | 15         | 0          | CI              | 0               | 0               | CU                 | 4                  | 0                  | -           | -           | -           | 19     | 0      |
| 2002-2003       | Milan           | A               | 29         | 2          | CI              | 1               | 0               | UCL                | 19                 | 0                  | -           | -           | -           | 49     | 2      |
| 2003-2004       | Milan           | A               | 30         | 0          | CI              | 0               | 0               | UCL                | 9                  | 0                  | SI+SU+CInt  | 1+1+1       | 0           | 42     | 0      |
| 2004-2005       | Milan           | A               | 33         | 0          | CI              | 0               | 0               | UCL                | 13                 | 1                  | SI          | 1           | 0           | 47     | 1      |
| 2005-2006       | Milan           | A               | 14         | 2          | CI              | 0               | 0               | UCL                | 9                  | 0                  | -           | -           | -           | 23     | 2      |
| 2006-2007       | Milan           | A               | 18         | 1          | CI              | 0               | 0               | UCL                | 9                  | 0                  | -           | -           | -           | 27     | 1      |
| 2007-2008       | Milan           | A               | 17         | 1          | CI              | 0               | 0               | UCL                | 4                  | 0                  | SU+Cmc      | 0+2         | 0           | 23     | 1      |
| 2008-2009       | Milan           | A               | 30         | 0          | CI              | 0               | 0               | CU                 | 2                  | 0                  | -           | -           | -           | 32     | 0      |
| Totale carriera | Totale carriera | Totale carriera | 647+1      | 29         |                 | 72              | 1               |                    | 161                | 3                  |             | 21          | 0           | 902    | 33     |

### Cronologia presenze e reti in nazionale
| Cronologia completa delle presenze e delle reti in nazionale ― Italia | Cronologia completa delle presenze e delle reti in nazionale ― Italia | Cronologia completa delle presenze e delle reti in nazionale ― Italia | Cronologia completa delle presenze e delle reti in nazionale ― Italia | Cronologia completa delle presenze e delle reti in nazionale ― Italia | Cronologia completa delle presenze e delle reti in nazionale ― Italia | Cronologia completa delle presenze e delle reti in nazionale ― Italia | Cronologia completa delle presenze e delle reti in nazionale ― Italia |
| Data                                                                  | Città                                                                 | In casa                                                               | Risultato                                                             | Ospiti                                                                | Competizione                                                          | Reti                                                                  | Note                                                                  |
| --------------------------------------------------------------------- | --------------------------------------------------------------------- | --------------------------------------------------------------------- | --------------------------------------------------------------------- | --------------------------------------------------------------------- | --------------------------------------------------------------------- | --------------------------------------------------------------------- | --------------------------------------------------------------------- |
| 31-3-1988                                                             | Spalato                                                               | Jugoslavia                                                            | 1 – 1                                                                 | Italia                                                                | Amichevole                                                            | -                                                                     | 53’                                                                   |
| 27-4-1988                                                             | Lussemburgo                                                           | Lussemburgo                                                           | 0 – 3                                                                 | Italia                                                                | Amichevole                                                            | -                                                                     |                                                                       |
| 4-6-1988                                                              | Brescia                                                               | Italia                                                                | 0 – 1                                                                 | Galles                                                                | Amichevole                                                            | -                                                                     |                                                                       |
| 10-6-1988                                                             | Düsseldorf                                                            | Germania Ovest                                                        | 1 – 1                                                                 | Italia                                                                | Euro 1988 - 1º turno                                                  | -                                                                     |                                                                       |
| 14-6-1988                                                             | Francoforte sul Meno                                                  | Italia                                                                | 1 – 0                                                                 | Spagna                                                                | Euro 1988 - 1º turno                                                  | -                                                                     |                                                                       |
| 17-6-1988                                                             | Colonia                                                               | Italia                                                                | 2 – 0                                                                 | Danimarca                                                             | Euro 1988 - 1º turno                                                  | -                                                                     |                                                                       |
| 22-6-1988                                                             | Stoccarda                                                             | Unione Sovietica                                                      | 2 – 0                                                                 | Italia                                                                | Euro 1988 - Semifinale                                                | -                                                                     | 64’                                                                   |
| 19-10-1988                                                            | Pescara                                                               | Italia                                                                | 2 – 1                                                                 | Norvegia                                                              | Amichevole                                                            | -                                                                     | 64’                                                                   |
| 16-11-1988                                                            | Roma                                                                  | Italia                                                                | 1 – 0                                                                 | Paesi Bassi                                                           | Amichevole                                                            | -                                                                     |                                                                       |
| 22-12-1988                                                            | Perugia                                                               | Italia                                                                | 2 – 0                                                                 | Scozia                                                                | Amichevole                                                            | -                                                                     |                                                                       |
| 22-2-1989                                                             | Pisa                                                                  | Italia                                                                | 1 – 0                                                                 | Danimarca                                                             | Amichevole                                                            | -                                                                     |                                                                       |
| 25-3-1989                                                             | Vienna                                                                | Austria                                                               | 0 – 1                                                                 | Italia                                                                | Amichevole                                                            | -                                                                     | 46’                                                                   |
| 29-3-1989                                                             | Sibiu                                                                 | Romania                                                               | 1 – 0                                                                 | Italia                                                                | Amichevole                                                            | -                                                                     | 38’                                                                   |
| 26-4-1989                                                             | Taranto                                                               | Italia                                                                | 4 – 0                                                                 | Ungheria                                                              | Amichevole                                                            | -                                                                     | 78’                                                                   |
| 20-9-1989                                                             | Cesena                                                                | Italia                                                                | 4 – 0                                                                 | Bulgaria                                                              | Amichevole                                                            | -                                                                     | 61’                                                                   |
| 15-11-1989                                                            | Londra                                                                | Inghilterra                                                           | 0 – 0                                                                 | Italia                                                                | Amichevole                                                            | -                                                                     |                                                                       |
| 21-12-1989                                                            | Cagliari                                                              | Italia                                                                | 0 – 0                                                                 | Argentina                                                             | Amichevole                                                            | -                                                                     | 46’                                                                   |
| 21-2-1990                                                             | Rotterdam                                                             | Paesi Bassi                                                           | 0 – 0                                                                 | Italia                                                                | Amichevole                                                            | -                                                                     |                                                                       |
| 31-3-1990                                                             | Basilea                                                               | Svizzera                                                              | 0 – 1                                                                 | Italia                                                                | Amichevole                                                            | -                                                                     | 46’                                                                   |
| 9-6-1990                                                              | Roma                                                                  | Italia                                                                | 1 – 0                                                                 | Austria                                                               | Mondiali 1990 - 1º turno                                              | -                                                                     |                                                                       |
| 14-6-1990                                                             | Roma                                                                  | Italia                                                                | 1 – 0                                                                 | Stati Uniti                                                           | Mondiali 1990 - 1º turno                                              | -                                                                     |                                                                       |
| 19-6-1990                                                             | Roma                                                                  | Italia                                                                | 2 – 0                                                                 | Cecoslovacchia                                                        | Mondiali 1990 - 1º turno                                              | -                                                                     |                                                                       |
| 25-6-1990                                                             | Roma                                                                  | Italia                                                                | 2 – 0                                                                 | Uruguay                                                               | Mondiali 1990 - Ottavi di finale                                      | -                                                                     |                                                                       |
| 30-6-1990                                                             | Roma                                                                  | Italia                                                                | 1 – 0                                                                 | Irlanda                                                               | Mondiali 1990 - Quarti di finale                                      | -                                                                     |                                                                       |
| 3-7-1990                                                              | Napoli                                                                | Argentina                                                             | 1 – 1 dts (4 – 3 dtr)                                                 | Italia                                                                | Mondiali 1990 - Semifinale                                            | -                                                                     |                                                                       |
| 7-7-1990                                                              | Bari                                                                  | Italia                                                                | 2 – 1                                                                 | Inghilterra                                                           | Mondiali 1990 - Finale 3º posto                                       | -                                                                     | [ 141 ]                                                               |
| 26-9-1990                                                             | Palermo                                                               | Italia                                                                | 1 – 0                                                                 | Paesi Bassi                                                           | Amichevole                                                            | -                                                                     |                                                                       |
| 3-11-1990                                                             | Roma                                                                  | Italia                                                                | 0 – 0                                                                 | Unione Sovietica                                                      | Qual. Euro 1992                                                       | -                                                                     |                                                                       |
| 1-5-1991                                                              | Salerno                                                               | Italia                                                                | 3 – 1                                                                 | Ungheria                                                              | Qual. Euro 1992                                                       | -                                                                     |                                                                       |
| 5-6-1991                                                              | Oslo                                                                  | Norvegia                                                              | 2 – 1                                                                 | Italia                                                                | Qual. Euro 1992                                                       | -                                                                     |                                                                       |
| 12-6-1991                                                             | Malmö                                                                 | Danimarca                                                             | 0 – 2 dts                                                             | Italia                                                                | Torneo Scania 100 - Semifinale                                        | -                                                                     |                                                                       |
| 16-6-1991                                                             | Stoccolma                                                             | Italia                                                                | 1 – 1 dts (3 – 2 dtr)                                                 | Unione Sovietica                                                      | Torneo Scania 100 - Finale                                            | -                                                                     |                                                                       |
| 25-9-1991                                                             | Sofia                                                                 | Bulgaria                                                              | 2 – 1                                                                 | Italia                                                                | Amichevole                                                            | -                                                                     | 57’                                                                   |
| 12-10-1991                                                            | Mosca                                                                 | Unione Sovietica                                                      | 0 – 0                                                                 | Italia                                                                | Qual. Euro 1992                                                       | -                                                                     |                                                                       |
| 13-11-1991                                                            | Genova                                                                | Italia                                                                | 1 – 1                                                                 | Norvegia                                                              | Qual. Euro 1992                                                       | -                                                                     |                                                                       |
| 21-12-1991                                                            | Foggia                                                                | Italia                                                                | 2 – 0                                                                 | Cipro                                                                 | Qual. Euro 1992                                                       | -                                                                     |                                                                       |
| 19-2-1992                                                             | Cesena                                                                | Italia                                                                | 4 – 0                                                                 | San Marino                                                            | Amichevole                                                            | -                                                                     |                                                                       |
| 31-5-1992                                                             | New Haven                                                             | Italia                                                                | 0 – 0                                                                 | Portogallo                                                            | U.S. Cup 1992                                                         | -                                                                     |                                                                       |
| 4-6-1992                                                              | Boston                                                                | Italia                                                                | 2 – 0                                                                 | Irlanda                                                               | U.S. Cup 1992                                                         | -                                                                     |                                                                       |
| 6-6-1992                                                              | Chicago                                                               | Stati Uniti                                                           | 1 – 1                                                                 | Italia                                                                | U.S. Cup 1992                                                         | -                                                                     |                                                                       |
| 9-9-1992                                                              | Eindhoven                                                             | Paesi Bassi                                                           | 2 – 3                                                                 | Italia                                                                | Amichevole                                                            | -                                                                     |                                                                       |
| 18-11-1992                                                            | Glasgow                                                               | Scozia                                                                | 0 – 0                                                                 | Italia                                                                | Qual. Mondiali 1994                                                   | -                                                                     |                                                                       |
| 19-12-1992                                                            | La Valletta                                                           | Malta                                                                 | 1 – 2                                                                 | Italia                                                                | Qual. Mondiali 1994                                                   | -                                                                     |                                                                       |
| 20-1-1993                                                             | Firenze                                                               | Italia                                                                | 2 – 0                                                                 | Messico                                                               | Amichevole                                                            | 1                                                                     | Cap.                                                                  |
| 24-2-1993                                                             | Porto                                                                 | Portogallo                                                            | 1 – 3                                                                 | Italia                                                                | Qual. Mondiali 1994                                                   | -                                                                     | Cap.                                                                  |
| 24-3-1993                                                             | Palermo                                                               | Italia                                                                | 6 – 1                                                                 | Malta                                                                 | Qual. Mondiali 1994                                                   | 1                                                                     |                                                                       |
| 1-5-1993                                                              | Berna                                                                 | Svizzera                                                              | 1 – 0                                                                 | Italia                                                                | Qual. Mondiali 1994                                                   | -                                                                     |                                                                       |
| 17-11-1993                                                            | Milano                                                                | Italia                                                                | 1 – 0                                                                 | Portogallo                                                            | Qual. Mondiali 1994                                                   | -                                                                     |                                                                       |
| 16-2-1994                                                             | Napoli                                                                | Italia                                                                | 0 – 1                                                                 | Francia                                                               | Amichevole                                                            | -                                                                     |                                                                       |
| 23-3-1994                                                             | Stoccarda                                                             | Germania                                                              | 2 – 1                                                                 | Italia                                                                | Amichevole                                                            | -                                                                     |                                                                       |
| 3-6-1994                                                              | Roma                                                                  | Italia                                                                | 1 – 0                                                                 | Svizzera                                                              | Amichevole                                                            | -                                                                     | 46’                                                                   |
| 18-6-1994                                                             | New York                                                              | Italia                                                                | 0 – 1                                                                 | Irlanda                                                               | Mondiali 1994 - 1º turno                                              | -                                                                     |                                                                       |
| 23-6-1994                                                             | New York                                                              | Italia                                                                | 1 – 0                                                                 | Norvegia                                                              | Mondiali 1994 - 1º turno                                              | -                                                                     |                                                                       |
| 28-6-1994                                                             | Washington                                                            | Italia                                                                | 1 – 1                                                                 | Messico                                                               | Mondiali 1994 - 1º turno                                              | -                                                                     | Cap.                                                                  |
| 5-7-1994                                                              | Boston                                                                | Nigeria                                                               | 1 – 2 dts                                                             | Italia                                                                | Mondiali 1994 - Ottavi di finale                                      | -                                                                     | Cap.                                                                  |
| 9-7-1994                                                              | Boston                                                                | Italia                                                                | 2 – 1                                                                 | Spagna                                                                | Mondiali 1994 - Quarti di finale                                      | -                                                                     | Cap.                                                                  |
| 13-7-1994                                                             | New York                                                              | Italia                                                                | 2 – 1                                                                 | Bulgaria                                                              | Mondiali 1994 - Semifinale                                            | -                                                                     | Cap.                                                                  |
| 17-7-1994                                                             | Los Angeles                                                           | Brasile                                                               | 0 – 0 dts (3 – 2 dtr)                                                 | Italia                                                                | Mondiali 1994 - Finale                                                | -                                                                     | [ 142 ]                                                               |
| 8-10-1994                                                             | Tallinn                                                               | Estonia                                                               | 0 – 2                                                                 | Italia                                                                | Qual. Euro 1996                                                       | -                                                                     | Cap.                                                                  |
| 16-11-1994                                                            | Palermo                                                               | Italia                                                                | 1 – 2                                                                 | Croazia                                                               | Qual. Euro 1996                                                       | -                                                                     | Cap.                                                                  |
| 25-3-1995                                                             | Salerno                                                               | Italia                                                                | 4 – 1                                                                 | Estonia                                                               | Qual. Euro 1996                                                       | -                                                                     | Cap.                                                                  |
| 29-3-1995                                                             | Kiev                                                                  | Ucraina                                                               | 0 – 2                                                                 | Italia                                                                | Qual. Euro 1996                                                       | -                                                                     | Cap.                                                                  |
| 26-4-1995                                                             | Vilnius                                                               | Lituania                                                              | 0 – 1                                                                 | Italia                                                                | Qual. Euro 1996                                                       | -                                                                     | Cap.                                                                  |
| 21-6-1995                                                             | Zurigo                                                                | Italia                                                                | 0 – 2                                                                 | Germania                                                              | Centenario Fed.Svizzera                                               | -                                                                     | Cap.                                                                  |
| 8-10-1995                                                             | Spalato                                                               | Croazia                                                               | 1 – 1                                                                 | Italia                                                                | Qual. Euro 1996                                                       | -                                                                     | Cap.                                                                  |
| 11-11-1995                                                            | Bari                                                                  | Italia                                                                | 3 – 1                                                                 | Ucraina                                                               | Qual. Euro 1996                                                       | 1                                                                     | Cap.                                                                  |
| 15-11-1995                                                            | Reggio Emilia                                                         | Italia                                                                | 4 – 0                                                                 | Lituania                                                              | Qual. Euro 1996                                                       | -                                                                     | Cap. 72’                                                              |
| 1-6-1996                                                              | Budapest                                                              | Ungheria                                                              | 0 – 2                                                                 | Italia                                                                | Amichevole                                                            | -                                                                     | Cap. 46’                                                              |
| 11-6-1996                                                             | Liverpool                                                             | Russia                                                                | 1 – 2                                                                 | Italia                                                                | Euro 1996 - 1º turno                                                  | -                                                                     | Cap.                                                                  |
| 14-6-1996                                                             | Liverpool                                                             | Rep. Ceca                                                             | 2 – 1                                                                 | Italia                                                                | Euro 1996 - 1º turno                                                  | -                                                                     | Cap.                                                                  |
| 19-6-1996                                                             | Manchester                                                            | Germania                                                              | 0 – 0                                                                 | Italia                                                                | Euro 1996 - 1º turno                                                  | -                                                                     | Cap.                                                                  |
| 5-10-1996                                                             | Chișinău                                                              | Moldavia                                                              | 1 – 3                                                                 | Italia                                                                | Qual. Mondiali 1998                                                   | -                                                                     | Cap.                                                                  |
| 9-10-1996                                                             | Perugia                                                               | Italia                                                                | 1 – 0                                                                 | Georgia                                                               | Qual. Mondiali 1998                                                   | -                                                                     | Cap.                                                                  |
| 6-11-1996                                                             | Sarajevo                                                              | Bosnia ed Erzegovina                                                  | 2 – 1                                                                 | Italia                                                                | Amichevole                                                            | -                                                                     | Cap.                                                                  |
| 22-1-1997                                                             | Palermo                                                               | Italia                                                                | 2 – 0                                                                 | Irlanda del Nord                                                      | Amichevole                                                            | -                                                                     | Cap.                                                                  |
| 12-2-1997                                                             | Londra                                                                | Inghilterra                                                           | 0 – 1                                                                 | Italia                                                                | Qual. Mondiali 1998                                                   | -                                                                     | Cap.                                                                  |
| 29-3-1997                                                             | Trieste                                                               | Italia                                                                | 3 – 0                                                                 | Moldavia                                                              | Qual. Mondiali 1998                                                   | 1                                                                     | Cap.                                                                  |
| 2-4-1997                                                              | Chorzów                                                               | Polonia                                                               | 0 – 0                                                                 | Italia                                                                | Qual. Mondiali 1998                                                   | -                                                                     | Cap.                                                                  |
| 30-4-1997                                                             | Napoli                                                                | Italia                                                                | 3 – 0                                                                 | Polonia                                                               | Qual. Mondiali 1998                                                   | 1                                                                     | Cap.                                                                  |
| 8-6-1997                                                              | Lione                                                                 | Italia                                                                | 3 – 3                                                                 | Brasile                                                               | Torneo di Francia                                                     | -                                                                     | Cap. 88’                                                              |
| 11-6-1997                                                             | Parigi                                                                | Italia                                                                | 2 – 2                                                                 | Francia                                                               | Torneo di Francia                                                     | -                                                                     | Cap.                                                                  |
| 10-9-1997                                                             | Tbilisi                                                               | Georgia                                                               | 0 – 0                                                                 | Italia                                                                | Qual. Mondiali 1998                                                   | -                                                                     | Cap.                                                                  |
| 11-10-1997                                                            | Roma                                                                  | Italia                                                                | 0 – 0                                                                 | Inghilterra                                                           | Qual. Mondiali 1998                                                   | -                                                                     | Cap. 32’                                                              |
| 29-10-1997                                                            | Mosca                                                                 | Russia                                                                | 1 – 1                                                                 | Italia                                                                | Qual. Mondiali 1998                                                   | -                                                                     | Cap.                                                                  |
| 15-11-1997                                                            | Napoli                                                                | Italia                                                                | 1 – 0                                                                 | Russia                                                                | Qual. Mondiali 1998                                                   | -                                                                     | Cap.                                                                  |
| 28-1-1998                                                             | Catania                                                               | Italia                                                                | 3 – 0                                                                 | Slovacchia                                                            | Amichevole                                                            | -                                                                     | Cap. 62’                                                              |
| 22-4-1998                                                             | Parma                                                                 | Italia                                                                | 3 – 1                                                                 | Paraguay                                                              | Amichevole                                                            | 1                                                                     | Cap.                                                                  |
| 2-6-1998                                                              | Göteborg                                                              | Svezia                                                                | 1 – 0                                                                 | Italia                                                                | Amichevole                                                            | -                                                                     | Cap.                                                                  |
| 11-6-1998                                                             | Bordeaux                                                              | Italia                                                                | 2 – 2                                                                 | Cile                                                                  | Mondiali 1998 - 1º turno                                              | -                                                                     | Cap.                                                                  |
| 17-6-1998                                                             | Montpellier                                                           | Italia                                                                | 3 – 0                                                                 | Camerun                                                               | Mondiali 1998 - 1º turno                                              | -                                                                     | Cap.                                                                  |
| 23-6-1998                                                             | Saint-Denis                                                           | Italia                                                                | 2 – 1                                                                 | Austria                                                               | Mondiali 1998 - 1º turno                                              | -                                                                     | Cap.                                                                  |
| 27-6-1998                                                             | Marsiglia                                                             | Italia                                                                | 1 – 0                                                                 | Norvegia                                                              | Mondiali 1998 - Ottavi di finale                                      | -                                                                     | Cap.                                                                  |
| 3-7-1998                                                              | Parigi                                                                | Italia                                                                | 0 – 0 dts (3 – 4 dtr)                                                 | Francia                                                               | Mondiali 1998 - Quarti di finale                                      | -                                                                     | Cap.                                                                  |
| 10-10-1998                                                            | Udine                                                                 | Italia                                                                | 2 – 0                                                                 | Svizzera                                                              | Qual. Euro 2000                                                       | -                                                                     | Cap.                                                                  |
| 18-11-1998                                                            | Salerno                                                               | Italia                                                                | 2 – 2                                                                 | Spagna                                                                | Amichevole                                                            | -                                                                     | Cap.                                                                  |
| 16-12-1998                                                            | Roma                                                                  | Italia                                                                | 6 – 2                                                                 | World Stars                                                           | Amichevole                                                            | -                                                                     | Cap. 65’                                                              |
| 10-2-1999                                                             | Pisa                                                                  | Italia                                                                | 0 – 0                                                                 | Norvegia                                                              | Amichevole                                                            | -                                                                     | Cap.                                                                  |
| 27-3-1999                                                             | Copenaghen                                                            | Danimarca                                                             | 1 – 2                                                                 | Italia                                                                | Qual. Euro 2000                                                       | -                                                                     | Cap.                                                                  |
| 31-3-1999                                                             | Ancona                                                                | Italia                                                                | 1 – 1                                                                 | Bielorussia                                                           | Qual. Euro 2000                                                       | -                                                                     | Cap.                                                                  |
| 28-4-1999                                                             | Zagabria                                                              | Croazia                                                               | 0 – 0                                                                 | Italia                                                                | Amichevole                                                            | -                                                                     | Cap.                                                                  |
| 5-6-1999                                                              | Bologna                                                               | Italia                                                                | 4 – 0                                                                 | Galles                                                                | Qual. Euro 2000                                                       | 1                                                                     | Cap.                                                                  |
| 9-6-1999                                                              | Losanna                                                               | Svizzera                                                              | 0 – 0                                                                 | Italia                                                                | Qual. Euro 2000                                                       | -                                                                     | Cap.                                                                  |
| 9-10-1999                                                             | Minsk                                                                 | Bielorussia                                                           | 0 – 0                                                                 | Italia                                                                | Qual. Euro 2000                                                       | -                                                                     | Cap.                                                                  |
| 29-3-2000                                                             | Barcellona                                                            | Spagna                                                                | 2 – 0                                                                 | Italia                                                                | Amichevole                                                            | -                                                                     | Cap.                                                                  |
| 3-6-2000                                                              | Oslo                                                                  | Norvegia                                                              | 1 – 0                                                                 | Italia                                                                | Amichevole                                                            | -                                                                     | Cap.                                                                  |
| 11-6-2000                                                             | Arnhem                                                                | Turchia                                                               | 1 – 2                                                                 | Italia                                                                | Euro 2000 - 1º turno                                                  | -                                                                     | Cap.                                                                  |
| 14-6-2000                                                             | Bruxelles                                                             | Italia                                                                | 2 – 0                                                                 | Belgio                                                                | Euro 2000 - 1º turno                                                  | -                                                                     | Cap.                                                                  |
| 19-6-2000                                                             | Eindhoven                                                             | Italia                                                                | 2 – 1                                                                 | Svezia                                                                | Euro 2000 - 1º turno                                                  | -                                                                     | Cap. 41’                                                              |
| 24-6-2000                                                             | Bruxelles                                                             | Italia                                                                | 2 – 0                                                                 | Romania                                                               | Euro 2000 - Quarti di finale                                          | -                                                                     | Cap. 45’                                                              |
| 29-6-2000                                                             | Amsterdam                                                             | Italia                                                                | 0 – 0 dts (3 – 1 dtr)                                                 | Paesi Bassi                                                           | Euro 2000 - Semifinale                                                | -                                                                     | Cap.                                                                  |
| 2-7-2000                                                              | Rotterdam                                                             | Francia                                                               | 2 – 1 gg                                                              | Italia                                                                | Euro 2000 - Finale                                                    | -                                                                     | Cap.                                                                  |
| 3-9-2000                                                              | Budapest                                                              | Ungheria                                                              | 2 – 2                                                                 | Italia                                                                | Qual. Mondiali 2002                                                   | -                                                                     | Cap.                                                                  |
| 7-10-2000                                                             | Milano                                                                | Italia                                                                | 3 – 0                                                                 | Romania                                                               | Qual. Mondiali 2002                                                   | -                                                                     | Cap.                                                                  |
| 15-11-2000                                                            | Torino                                                                | Italia                                                                | 1 – 0                                                                 | Inghilterra                                                           | Amichevole                                                            | -                                                                     | Cap.                                                                  |
| 28-2-2001                                                             | Roma                                                                  | Italia                                                                | 1 – 2                                                                 | Argentina                                                             | Amichevole                                                            | -                                                                     | Cap. 53’                                                              |
| 24-3-2001                                                             | Bucarest                                                              | Romania                                                               | 0 – 2                                                                 | Italia                                                                | Qual. Mondiali 2002                                                   | -                                                                     | Cap.                                                                  |
| 28-3-2001                                                             | Trieste                                                               | Italia                                                                | 4 – 0                                                                 | Lituania                                                              | Qual. Mondiali 2002                                                   | -                                                                     | Cap.                                                                  |
| 25-4-2001                                                             | Perugia                                                               | Italia                                                                | 1 – 0                                                                 | Sudafrica                                                             | Amichevole                                                            | -                                                                     | Cap.                                                                  |
| 2-6-2001                                                              | Tbilisi                                                               | Georgia                                                               | 1 – 2                                                                 | Italia                                                                | Qual. Mondiali 2002                                                   | -                                                                     | Cap.                                                                  |
| 1-9-2001                                                              | Kaunas                                                                | Lituania                                                              | 0 – 0                                                                 | Italia                                                                | Qual. Mondiali 2002                                                   | -                                                                     | Cap.                                                                  |
| 6-10-2001                                                             | Parma                                                                 | Italia                                                                | 1 – 0                                                                 | Ungheria                                                              | Qual. Mondiali 2002                                                   | -                                                                     | Cap.                                                                  |
| 18-5-2002                                                             | Praga                                                                 | Rep. Ceca                                                             | 1 – 0                                                                 | Italia                                                                | Amichevole                                                            | -                                                                     | Cap. 46’                                                              |
| 3-6-2002                                                              | Sapporo                                                               | Italia                                                                | 2 – 0                                                                 | Ecuador                                                               | Mondiali 2002 - 1º turno                                              | -                                                                     | Cap.                                                                  |
| 8-6-2002                                                              | Kashima                                                               | Italia                                                                | 1 – 2                                                                 | Croazia                                                               | Mondiali 2002 - 1º turno                                              | -                                                                     | Cap.                                                                  |
| 13-6-2002                                                             | Ōita                                                                  | Italia                                                                | 1 – 1                                                                 | Messico                                                               | Mondiali 2002 - 1º turno                                              | -                                                                     | Cap.                                                                  |
| 18-6-2002                                                             | Daejeon                                                               | Italia                                                                | 1 – 2 gg                                                              | Corea del Sud                                                         | Mondiali 2002 - Ottavi di finale                                      | -                                                                     | Cap.                                                                  |
| Totale                                                                |                                                                       | Presenze (3º posto)                                                   | 126                                                                   |                                                                       | Reti                                                                  | 7                                                                     |                                                                       |

| Cronologia completa delle presenze e delle reti in nazionale ― Italia under 21 | Cronologia completa delle presenze e delle reti in nazionale ― Italia under 21 | Cronologia completa delle presenze e delle reti in nazionale ― Italia under 21 | Cronologia completa delle presenze e delle reti in nazionale ― Italia under 21 | Cronologia completa delle presenze e delle reti in nazionale ― Italia under 21 | Cronologia completa delle presenze e delle reti in nazionale ― Italia under 21 | Cronologia completa delle presenze e delle reti in nazionale ― Italia under 21 | Cronologia completa delle presenze e delle reti in nazionale ― Italia under 21 |
| Data                                                                           | Città                                                                          | In casa                                                                        | Risultato                                                                      | Ospiti                                                                         | Competizione                                                                   | Reti                                                                           | Note                                                                           |
| ------------------------------------------------------------------------------ | ------------------------------------------------------------------------------ | ------------------------------------------------------------------------------ | ------------------------------------------------------------------------------ | ------------------------------------------------------------------------------ | ------------------------------------------------------------------------------ | ------------------------------------------------------------------------------ | ------------------------------------------------------------------------------ |
| 12-11-1986                                                                     | Fontanafredda                                                                  | Italia under 21                                                                | 0 – 0                                                                          | Austria under 21                                                               | Amichevole                                                                     | -                                                                              |                                                                                |
| 19-11-1986                                                                     | Empoli                                                                         | Italia under 21                                                                | 1 – 1                                                                          | Svizzera under 21                                                              | Qual. Europeo Under-21 1988                                                    | -                                                                              |                                                                                |
| 28-1-1987                                                                      | Parma                                                                          | Italia under 21                                                                | 1 – 0                                                                          | Germania Est under 21                                                          | Amichevole                                                                     | -                                                                              |                                                                                |
| 11-2-1987                                                                      | Lisbona                                                                        | Portogallo under 21                                                            | 1 – 2                                                                          | Italia under 21                                                                | Qual. Europeo Under-21 1988                                                    | 1                                                                              |                                                                                |
| 22-4-1987                                                                      | Padova                                                                         | Italia under 21                                                                | 1 – 0                                                                          | Jugoslavia under 21                                                            | Amichevole                                                                     | -                                                                              |                                                                                |
| 27-5-1987                                                                      | Salo                                                                           | Finlandia under 21                                                             | 1 – 0                                                                          | Italia under 21                                                                | Amichevole                                                                     | -                                                                              |                                                                                |
| 4-6-1987                                                                       | Tyresö                                                                         | Svezia under 21                                                                | 2 – 2                                                                          | Italia under 21                                                                | Qual. Europeo Under-21 1988                                                    | -                                                                              |                                                                                |
| 16-10-1987                                                                     | Neuchâtel                                                                      | Svizzera under 21                                                              | 0 – 3                                                                          | Italia under 21                                                                | Qual. Europeo Under-21 1988                                                    | 1                                                                              |                                                                                |
| 2-12-1987                                                                      | Piacenza                                                                       | Italia under 21                                                                | 6 – 0                                                                          | Portogallo under 21                                                            | Qual. Europeo Under-21 1988                                                    | 1                                                                              |                                                                                |
| 24-2-1988                                                                      | Siena                                                                          | Italia under 21                                                                | 1 – 0                                                                          | Finlandia under 21                                                             | Qual. Europeo Under-21 1988                                                    | 1                                                                              |                                                                                |
| 16-3-1988                                                                      | Nancy                                                                          | Francia under 21                                                               | 2 – 1                                                                          | Italia under 21                                                                | Europeo Under-21 1988                                                          | 1                                                                              |                                                                                |
| 23-3-1988                                                                      | San Benedetto del Tronto                                                       | Italia under 21                                                                | 2 – 2                                                                          | Francia under 21                                                               | Europeo Under-21 1988                                                          | -                                                                              |                                                                                |
| Totale                                                                         |                                                                                | Presenze                                                                       | 12                                                                             |                                                                                | Reti                                                                           | 5                                                                              |                                                                                |

### Record
- Record di presenze nel Milan: 902.[143]
- Record di presenze in un singolo club italiano: 902, con il Milan
- Calciatore con più presenze in Serie A con la maglia del Milan: 647.[143]
- Calciatore con più presenze in Serie A con la stessa squadra: 647, con il Milan.[143]
- Calciatore italiano col maggior numero di presenze nelle competizioni UEFA per club: 174.[144]
- Record di presenze nelle competizioni UEFA per club con la stessa squadra: 174.[15]
- Record di presenze in Coppa dei Campioni/Champions League con il Milan: 139.[145]
- Maggior numero di stagioni disputate in Serie A: 25 (tutte consecutive e con la stessa squadra) a pari merito con Francesco Totti.[146]
- Maggior numero di trofei vinti con la maglia del Milan: 26.
- Record di finali di Coppa dei Campioni/Champions League disputate: 8 (record condiviso con Francisco Gento).[94]
- Gol più veloce segnato in una finale di Champions League (2004-2005): 51,20 secondi.[88]
- Giocatore più anziano ad aver segnato un gol in una finale di Champions League (2004-2005): 36 anni e 334 giorni.[147]
- Giocatore più anziano ad aver vinto una finale della Champions League (2006-2007): 38 anni e 331 giorni.[148]
- Record di vittorie in Supercoppa UEFA: 5 (record condiviso con Toni Kroos, Luka Modrić e Daniel Carvajal).
- Calciatore italiano col maggior numero di presenze ai Mondiali: 23.

## Palmarès

Maldini festeggia sul terreno di Perugia la vittoria dello scudetto 1998-99, il primo da capitano

### Club

#### Competizioni giovanili
- Coppa Italia Primavera: 1

Milan: 1984-1985

#### Competizioni nazionali
- Campionato italiano: 7

Milan: 1987-1988, 1991-1992, 1992-1993, 1993-1994, 1995-1996, 1998-1999, 2003-2004
- Supercoppa italiana: 5

Milan: 1988, 1992, 1993, 1994, 2004
- Coppa Italia: 1

Milan: 2002-2003

#### Competizioni internazionali

Il atterrato all'aeroporto di Milano-Malpensa dopo la vittoria della Coppa dei Campioni 1988-1989 a Barcellona contro la. Maldini è al centro dietro la coppa, tra Virdis e Ancelotti

- Coppa dei Campioni/UEFA Champions League: 5

Milan: 1988-1989, 1989-1990, 1993-1994, 2002-2003, 2006-2007
- Supercoppa UEFA: 5  (record condiviso con Luka Modrić, Daniel Carvajal e Toni Kroos)

Milan: 1989, 1990, 1994, 2003, 2007
- Coppa Intercontinentale: 2

Milan: 1989, 1990
- Coppa del mondo per club: 1

Milan: 2007

### Individuale
- Squadra del torneo del campionato europeo: 3

Germania Ovest 1988, Inghilterra 1996, Belgio-Paesi Bassi 2000
- Trofeo Bravo: 1[151]

1989
- All-Star Team dei Mondiali: 2[152]

Italia 1990, Stati Uniti 1994
- Calciatore dell'anno World Soccer: 1[153]

1994
- Squadra dell'anno ESM: 4[154]

1994-1995, 1995-1996, 1999-2000, 2002-2003
- Onze di bronzo: 1[155]

1995
- Inserito nel FIFA World Cup Dream Team

2002
- Premio Gianni Brera allo sportivo dell'anno: 1

2002
- Premio Nazionale Carriera Esemplare "Gaetano Scirea": 1

2002
- Squadra dell'anno UEFA: 2

2003, 2005
- UEFA President's Award: 1

2003
- Oscar del calcio AIC: 1

Miglior difensore: 2004
- Inserito nella FIFA 100

2004
- FIFA FIFPro World XI: 1

2005
- UEFA Club Football Awards: 1

Miglior difensore: 2007
- Premio internazionale Giacinto Facchetti: 1

2008
- Vincitore del FIFA Order of Merit

2008
- Premio UEFA alla carriera

2009
- Inserito nella Hall of Fame del calcio italiano nella categoria "Giocatore italiano"

2012
- One Club Man Award

2016
- Legend Gazzetta Sports Awards

2018
- Inserito nel Dream Team del Pallone d'oro

2020
- Inserito tra le "Leggende del calcio" del Golden Foot

2021
- Globe Soccer Awards: 1

Best sporting director of the year: 2022

## Riconoscimenti
Nel 2016 Paolo Maldini ha ricevuto il One Club Man Award, riconoscimento istituito e assegnato dalla squadra spagnola dell'Athletic Bilbao a calciatori che hanno militato per tutta la carriera calcistica in un solo club.
Il 12 marzo 2018 una targa con il nome di Paolo Maldini è stata inserita nel percorso Walk of Fame dello sport italiano al parco olimpico del Foro Italico a Roma, riservato agli sportivi italiani che si sono distinti per i risultati ottenuti in campo internazionale.